# Komprex
Komprex (pravim imenom Fabio Di Benedetto; rođen u La Speziji, Italija) je talijanski hardcore/gabber, frenchcore i speedcore producent i DJ.
Od početka 1998. godine, Komprex je u sceni ekstremne glazbe predstavljen kao producent. Počeo je slušati tešku elektroničku glazbu još kao dijete: 1993. je kupio svoj prvi CD Techno Shock i od tada je postao dečko "ovisan" o distorziranom zvuku. No, biti samo slušatelj nije bilo dobro. Zato je pokušao nešto producirati tijekom godina sa svojim starim računalom Amiga kao i 1998. sa svojim prvim osobnim računalom i osnovni program, Modplug Tracker. Njegov najdraži stil je speedcore visokoga tempa i nakon par mjeseci postaje članom mnogih svjetskih "trackergrupa". Njegov stil se poboljšavao pjesmom za pjesmom, što se je to svidjelo mnogim ljudima.
Od 2001. je nastupao na mnogim zabavama diljem Europe kako bi širio poruku talijanskog speedcorea. Njegova glavna izdavačka kuća je Italian Cerebral Destruction, ali je također izdao dva samoproducirana CD-a, te je zatim objavljivao u ostalim izdavačkim kućama United Speedcore Nation, Underground For Ever, Special Forces i Speedcore Records. Danas je Komprex jedan od najcjenjenijih speedcore izvođača. Aphex Twin je od 2003. puštao njegovu pjesmu "Worldwide Shit" u pojedinim zabavama s oko 30.000 ljudi.
U razdoblju kada se u speedcore sceni pojavljuju mnogi producenti koji produciraju pjesme niske kvalitete, talijanski način čini razliku. 2004. godine, Komprex napušta Modplug i pridružuje se poznatom protrackeru Renoise te mu je zvuk postao sve boljim i boljim.